# Mickelia atrans
Mickelia atrans är en träjonväxtart som beskrevs av R. C. Moran, Labiak och Sundue. Mickelia atrans ingår i släktet Mickelia och familjen Dryopteridaceae. Inga underarter finns listade.